# Attone di Guiberto
Attone di Viberto (... – Almenno, 20 luglio 975) fu l'ultimo conte di Lecco.

## Biografia
Attone compare una prima volta nel giugno 957, quando compera una torre del castello di Palosco.
Poi, dagli altri documenti superstiti, quasi tutti provenienti dagli archivi vescovili di Bergamo e di Parma, riusciamo a scorgere la vastità dei suoi possedimenti, certamente solo una piccola parte, data la dispersione degli altri archivi e la scarsità di documenti che riguardano l'Alto Medioevo lombardo.
Comunque dall'esame di quelli rimasti e da quello dei documenti relativi alla sua vedova Ferlinda, risulta che il centro dei suoi domini era costituito dalle vaste corti contigue di Lecco, Almenno e “Bruscanti” ( Valsassina), da un altro gruppo di territori situati a sud di Bergamo (Gabbiano, Vidolasco, Camisano) e sull'Oglio (Palosco, Zandobbio, Rudiano).
Nel Parmense vi era il nucleo intorno all'attuale comune di San Secondo Parmense (curtem de Palacioni que dicitur sancti Secundi), sul Po, e nel Cremonese la vasta corte di Sesto Cremonese, alla confluenza tra Adda e Po, altri possedimenti sono nel Bresciano, sul lago di Garda (Gargnano) e in Val Camonica, nel Veronese terre a Ceredo e Giare, due frazioni del comune di Sant'Anna d'Alfaedo, al confine occidentale dell'Altopiano dei Tredici Comuni che, insieme a Gargnano (Brescia), Attone cede nel 973 all'arciprete di Verona, mentre la Corte di San Secondo fu ceduta ai canonici del Capitolo della Cattedrale di Parma nel 975.
Anche Bagnolo Mella apparteneva a lui, se la sua vedova Ferlinda può donarla intorno al 995 al vescovo di Brescia, probabile Gottifredo I.
Nel 961 compera dal conte Nantelmo del Seprio 100 iugeri di terra a Gossenago che è San Martino Gusnago, in provincia di Mantova, o Osnago secondo Riboldi, e a Brivio nel 970 acquista 10 iugeri e altri 4 massarici erano vicini a Cisano e Mapello ed altri a Curno.
Sull'Adda, poi, aveva i castelli di Brivio e di Lavello, pertinenze della corte di Almenno.
Ben sette carte riguardano il territorio di Palosco, centro situato tra Bergamo e Brescia, vicino alla riva occidentale dell'Oglio.
Dopo la sconfitta del suo re, Berengario II, e in modo frenetico negli ultimi anni di vita, comincia un'intensa attività di vendita dei suoi possedimenti.
Tali atti di vendita furono considerati fittizi, sia per il basso prezzo versato all'acquirente sia perché le proprietà vennero retrocedute al conte stesso o alla moglie Ferlinda.
Gli storici pensarono che Attone avesse sottoscritto questi atti di vendita allo scopo di riservare a sé ed alla moglie l'usufrutto di questi beni alienati. D'altronde le varie piccole proprietà sparse, alcune delle quali di pochi iugeri, che il conte Attone compera o aliena un po' dappertutto, provenivano probabilmente in gran parte dallo smembramento di corti della Corona.
Attone muore nel 975, molti anni dopo la sconfitta della sua parte politica e venne sepolto a Lomello.
Nel suo caso sono ben evidenti i suoi compiti di natura squisitamente militare.
Da sempre i conti di Lecco, ramo collaterale dei Guidoni, titolari del Ducato di Spoleto mantenevano tradizionali legami con gli Anscarici e quindi con Berengario II e quando nel 961 Ottone I di Sassonia scende per la seconda volta in Italia, i grandi del regno abbandonano subito Berengario, come anche il vescovo Olderico e il conte Gisalberto di Bergamo che stringono stretti rapporti con Ottone I.
Berengario d'Ivrea si arrocca con i suoi fidi nel castello di San Leo, la moglie Villa in quello del lago d'Orta e i figli si rifugiano nel sistema fortificato del Lago di Como, con Attone di Lecco tutor dell'Isola Comacina.
Ottone di Sassonia procede verso Roma dove il 31 gennaio 962 è incoronato imperatore, nell'anno successivo Berengario e la moglie si arrendono, mentre Attone di Lecco resiste ancora nell'Isola Comacina all'assedio del vescovo Valdone di Como, il principale partigiano dei Sassoni.
È un'ipotesi  verosimile che i Conti di Lecco controllassero un distretto militare di antica origine, dato che possedevano non solo le rive del Lario, ma anche l'Isola Comacina, rimasta a lungo sede del distretto militare che si articolava in una serie di fortificazioni sul lago e nell'Alta Brianza.
Quindi ultimo partigiano dell'ultimo sovrano del Regnum Italicum appartenente alla dinastia anscarica, Berengario II, fu privato del trono dall'imperatore Ottone I nel 961. Il Comitato di Lecco entrò così in possesso degli Arcivescovi di Milano, mentre alcuni territori di confine furono occupati dai vescovi di Como e di Bergamo.
Del suo Comitato faceva parte anche la corte di Lemine con tutto il suo comprensorio, che risulta trasmessa nel 975, alla sua morte, con una dubbia disposizione testamentaria, all'Episcopato di Bergamo.
Da allora Lemine, da cui sarebbero nati, fra gli altri, i comuni di Almenno San Salvatore e Almenno San Bartolomeo, entrò nella sfera d'influenza di Bergamo seguendone le sorti fino all'età contemporanea.

## Discendenza
Attone ebbe da Ferlinda un solo figlio, Guido, premorto al padre.